# Comitatenses palatini
Los comitatenses palatini (en latín "tropas de palacio") o auxilia palatina eran una unidad de élite del ejército romano tardío, que normalmente formaban parte de los comitatus praesentales, o ejércitos de escolta imperial. En la elaborada jerarquía de grados de las distintas tropas, los palatini se encontraban un rango por debajo de los scholares (miembros de los regimientos de caballería de élite conocidos como scholae), pero por encima de los comitatenses (los regimientos de los comitatus regionales) y de los limitanei (tropas fronterizas).
El término deriva del latín, palatium, haciendo referencia al hecho de que estos regimientos en origen servían sólo en los ejércitos de escolta imperial. Más tarde también se les podría encontrar en otros ejércitos regionales de comitatus (ejércitos móviles de campo), aunque seguirían disfrutando de un estatus y de una paga más alta al resto de regimientos de comitatus. En la época en la que fue escrita la Notitia Dignitatum (ca. 395  para el Imperio de oriente), el 80% de los regimientos del comitatus praesentales oriental tenían el grado de palatini frente al 14% en los comitatus regionales.
Los palatini fueron creados por el emperador Constantino I tras licenciar y disolver a la Guardia Pretoriana en 312, y originalmente estuvo compuesta por antiguos pretorianos. Al igual que en los regimientos de los comitatus, los regimientos de caballería palatini recibían el nombre de vexillationes y los regimientos de infantería podían llamarse legiones o auxilia. Se cree que los vexillationes palatinae podían tener entre 400 y 600 hombres, las legiones palatinae entre 800 y 1200 y las auxilia palatina o bien entre 800 y 1000, o bien entre 400 y 600.

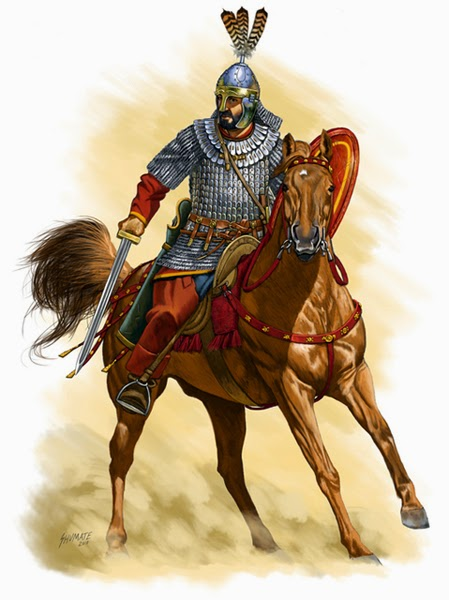
Ilustración de un miembro de Los Comitatenses Palatini.